# Spoorlijn Wanne-Eickel - Wanne-Unser Fritz
De spoorlijn Wanne-Eickel - Wanne-Unser Fritz is een Duitse spoorlijn en is als spoorlijn 2204 en was als spoorlijn 2203 onder beheer van DB Netze.

## Geschiedenis
Spoorlijn 2203 werd door de Preußische Staatseisenbahnen geopend op 15 oktober 1884. Op 1 februari 1912 werd DB 2204 geopend, eveneens door de Preußische Staatseisenbahnen.

## Treindiensten
De NordWestBahn verzorgt het personenvervoer op dit traject met RB treinen.
| Serie | Treinsoort                  | Route | Bijzonderheden                                                 |
| ----- | --------------------------- | --- | -------------------------------------------------------------- |
| RB 43 | Regionalbahn (DB Regio NRW) | Dortmund Hbf – Dortmund-Lütgendortmund Nord – Castrop-Rauxel Süd – Herne – Wanne-Eickel Hbf – Gelsenkirchen Zoo – Gladbeck Ost – Dorsten | Emschertal-Bahn zaterdagavond en zondagochtend 1x per twee uur |

## Aansluitingen
In de volgende plaatsen is of was er een aansluiting op de volgende spoorlijnen:
Wanne-Eickel Hbf
DB 2154, spoorlijn tussen Bochum-Riemke en Wanne-Eickel
DB 2200, spoorlijn tussen Wanne-Eickel en Hamburg
DB 2201, spoorlijn tussen Wanne-Eickel en aansluiting Baukau
DB 2202, spoorlijn tussen Herne-Rottbruch en Wanne-Eickel
DB 2205, spoorlijn tussen Wanne-Eickel en aansluiting Bickern
DB 2206, spoorlijn tussen Wanne-Eickel en Duisburg-Ruhrort
DB 2208, spoorlijn tussen Wanne-Eickel en Herne
DB 2209, spoorlijn tussen Essen-Kray Nord en Wanne-Eickel
DB 2230, spoorlijn tussen aansluiting Hessler en Wanne-Eickel
DB 2231, spoorlijn tussen Gelsenkirchen en Wanne-Eickel
DB 2232, spoorlijn tussen Gelsenkirchen-Wattenscheid en Wanne-Eickel
DB 2650, spoorlijn tussen Keulen en Hamm
DB 9220, spoorlijn tussen Wanne Übergabebahnhof en Wanne Westhafen
DB 9223, spoorlijn tussen Wanne Übergabebahnhof en Wanne Herzogstraße
Wanne-Unser Fritz
DB 2153, spoorlijn tussen Bochum en de aansluiting Nordstern

## Elektrische tractie
Het traject werd in 1972 geëlektrificeerd met een wisselspanning van 15.000 volt 16⅔ Hz.